# 鱼珠站
魚珠站是广州地铁5号线及13号线的换乘站，也是13号线目前的西端终点站。车站位於中國廣東省广州市黃埔區魚珠街道黄埔大道支路茅崗立交南側魚茅路的地底，於2009年12月28日随5号线开通而啟用。
本站5號線與位於附近的魚珠車輛段接軌，13號線则與位於附近的魚珠停车场接軌。

## 車站結構

### 車站樓層

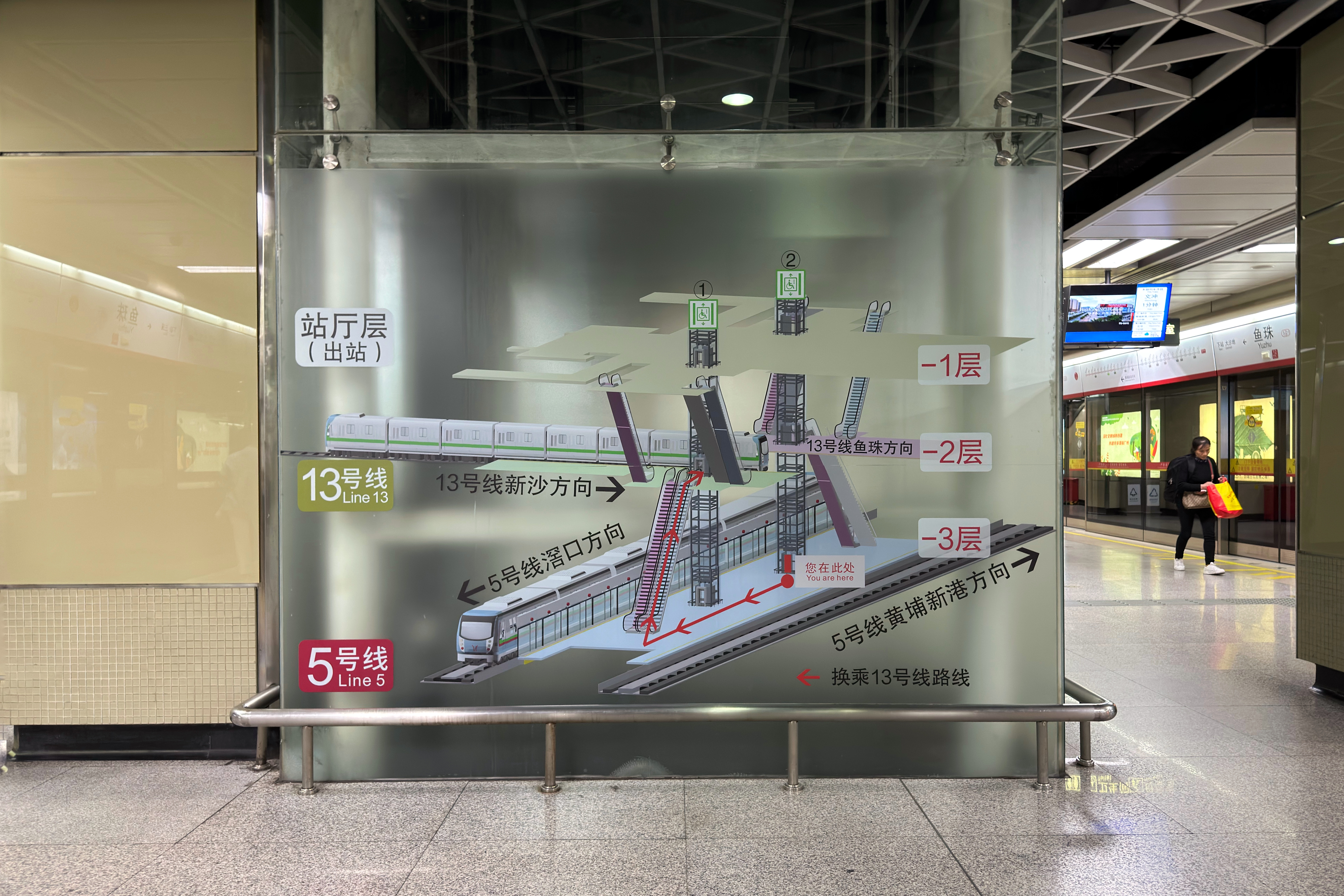
车站结构示意图

本站共有三層。地面為魚木小區、魚茅路、茅崗立交及附近建築；地下一層為站厅；地下二層為13號線站台，同时作為连接站厅与5号线月台的缓冲平台；地下三層為5號線站台。
| 地下一层 | 站厅                                               | 售票机、客服中心、商店、警务室、安检设施           |                                                    |                                                    |
| 地下二层 | 侧式站台（卫生间、母婴室）；来往站厅及 █5号线 站台 | 侧式站台（卫生间、母婴室）；来往站厅及 █5号线 站台 | 侧式站台（卫生间、母婴室）；来往站厅及 █5号线 站台 | 侧式站台（卫生间、母婴室）；来往站厅及 █5号线 站台 |
|          | 4 站台                                             | █13号线 終點站台                                   |                                                    |                                                    |
|          | 3 站台                                             | █13号线 新沙方向（下站：裕丰围）                   |                                                    |                                                    |
|          | 侧式站台；来往站厅及 █5号线 站台                   |                                                    |                                                    |                                                    |
| 地下三层 | 2 站台                                             | █5号线 滘口方向 （下站：三溪）                     |                                                    |                                                    |
|          | 岛式站台                                           |                                                    |                                                    |                                                    |
|          | 1 站台                                             | █5号线 黄埔新港方向 （下站：大沙地）               |                                                    |                                                    |

### 站厅
鱼珠站站厅為一個偏心十字型的共用站厅，5號線站厅為東西向，13号线站厅为南北向，均位于地下一层。
站厅层設有售票機、自动售卡/充值机、客務中心等设施，以及7-11便利店、自动售卖机等商店和自助服务设施。
因客流組織的需要及方便乘客进出，十字站厅的中部和南北兩端被劃分為在站厅層互不相通的三個付費區。各付费区內均设有扶手电梯以及楼梯供乘客來往13號線月台，同時站厅中部的付費區设有兩部专用电梯，分別連接13號線的兩個側式月台和5號線月台。非付費區則被分成同樣互不相通的兩部分，並分別連通位於站厅北部的C、D出入口和南部的A、B出入口。
现时乘客若要从站厅层前往5号线月台时，必须经由地下二层的13号线月台，再按导向指引前往位于地下三层的5号线月台，或者乘坐专用电梯直接前往5号线月台。

### 月台以及换乘
本站5號線設有一個島式月台，13號線則設有两個侧式月台，均位於魚茅路地底，但两线呈十字相交，13号线在地下二层，5号线在地下三层。
另外，本站的卫生间和母婴室設於4號月台（13號線抵站）北側。
换乘方面，由于本站13号线設有两个侧式月台，同時13號線月台兩端的扶手電梯和樓梯分別只連接至站厅兩端的付費區。因此從13號線換乘至5號線，只能通過月台的中部偏北处直接前往5號線月台，或繞經站厅中部的付費區進行換乘。13號線月台兩端的扶手電梯和樓梯則僅供出站；而从5号线月台处换乘13号线时，需注意月台的导向指示，前往正確的方向。
負二層13號線站台原按照L型車使用而預留軌行區，但13號線確定使用A型車後，因A型車的地台比L型車要高，改造該層月台時對13號線側站台部分進行墊高，而令其與兩側扶手電梯的原有區域出現高差，交接位置部分以斜坡處理。
另外，13号线月台北端设有一組交叉渡线，供初期13号线所有列车进行站后折返工作。同時在新沙方向的路轨设有一條出入段線以接入13號線鱼珠停车场。

### 出入口
鱼珠站目前设有4个出入口，分別是位於站厅北部的C、D出入口和南部的A、B出入口，兩者互不相通。
另外，本站地面C出入口旁設有公廁，在站台以及站厅均设有前往公廁的导向指引。
|                                                                           |                                                                        |      |          |                                                                |
|                                                                           |                                                                        |      |          |                                                                |
| 編號                                                                      | 设施                                                                   | 照片 | 出口指示 | 建議前往的目的地                                               |
| 站厅南部                                                                  |                                                                        |      |          |                                                                |
| A                                                                         | 扶手电梯标志                                                           |      | 鱼茅路   | 黄埔大道东、地铁鱼珠站公交车站（东行）                         |
| B                                                                         | 盲道标志 · 升降机标志 · 无障碍通道标志 · 扶手电梯标志                  |      | 鱼茅路   | 黄埔大道东、地铁鱼珠站公交车站（西行）                         |
| 站厅北部                                                                  |                                                                        |      |          |                                                                |
| C                                                                         | 盲道标志 · 轮椅升降台标志 · 无障碍通道标志 · 扶手电梯标志 · 洗手间标志 |      | 鱼茅路   | 中山大道东、黃埔大道東、蟹山路、茅崗立交橋、地铁鱼珠站公交总站 |
| D                                                                         | 盲道标志 · 扶手电梯标志                                                |      | 鱼茅路   | 中山大道東、黃埔大道東、茅崗立交橋                             |
| 註： 設有 \| 設有 \| 設有 \| 設有輪椅升降台 \| 設有扶手電梯 \| 設有洗手間 |                                                                        |      |          |                                                                |

## 接驳交通
| 普通巴士线路 \| 编号 \| 编号 \| 线路 \| 线路 \| 线路 \| 收费 \| 运营商 \| 备注 \| \| ---- \| ---- \| -------------------- \| ---- \| ------------------ \| ---- \| -------- \| ------------- \| \| \| 329 \| 地铁鱼珠站 \| ↺ \| 地铁裕丰围站 \| 2元 \| 巴士四分 \| \| \| \| 339 \| 萝岗香雪（梅花世界） \| ⇆ \| 地铁鱼珠站 \| 2元 \| 珍宝巴士 \| \| \| \| 348 \| 裕丰围 \| ⇆ \| 奥林匹克体育中心 \| 2元 \| 巴士四分 \| \| \| \| 431 \| 鱼珠码头 \| ⇆ \| 护林路东 \| 2元 \| 巴士四分 \| \| \| \| B28 \| 地铁鱼珠站 \| ⇆ \| 保税区（酒博城） \| 2元 \| 珍宝巴士 \| \| \| \| B31 \| 黄埔东路（石化南路） \| ⇆ \| 开发区（珠江嘉园） \| 2元 \| 巴士三分 \| \| \| \| 夜97 \| 车陂 \| ⇆ \| 萝岗 \| 4元 \| 巴士四分 \| B24路附属线路 \| |      |                      |      |                    |      |          |               |
| 编号 | 编号 | 线路                 | 线路 | 线路               | 收费 | 运营商   | 备注          |
| | 329  | 地铁鱼珠站           | ↺    | 地铁裕丰围站       | 2元  | 巴士四分 |               |
| | 339  | 萝岗香雪（梅花世界） | ⇆    | 地铁鱼珠站         | 2元  | 珍宝巴士 |               |
| | 348  | 裕丰围               | ⇆    | 奥林匹克体育中心   | 2元  | 巴士四分 |               |
| | 431  | 鱼珠码头             | ⇆    | 护林路东           | 2元  | 巴士四分 |               |
| | B28  | 地铁鱼珠站           | ⇆    | 保税区（酒博城）   | 2元  | 珍宝巴士 |               |
| | B31  | 黄埔东路（石化南路） | ⇆    | 开发区（珠江嘉园） | 2元  | 巴士三分 |               |
| | 夜97 | 车陂                 | ⇆    | 萝岗               | 4元  | 巴士四分 | B24路附属线路 |

## 利用状况
鱼珠站附近以工业区为主，以及有鱼木小区、沙井新村等住宅区及村落。同时也会有乘客利用本站接驳巴士前往黄埔区各地。在本站啟用初期，除早晚高峰期人数较多之外，平日时间会较为冷清。
13號線首期開通后，本站成為了換乘車站，亦是13號線首期通车时唯一一個換乘站，13號線乘客若需往返廣州市區需在本站換乘，因此本站的客流亦大幅度增加。受制于5號線的列車編組，其運力與13號線有較大的差距；同時又為了保證車陂南站不會累積過多未能上車的乘客形成安全隱患等因素，因此自2018年1月8日起，本站以及鄰近的三溪站会在工作日早高峰时期一同配合實施客流控制措施，以維持5號線早高峰时段的運營秩序。目前本站的客流高峰时段为7时45分至8时45分。

## 历史

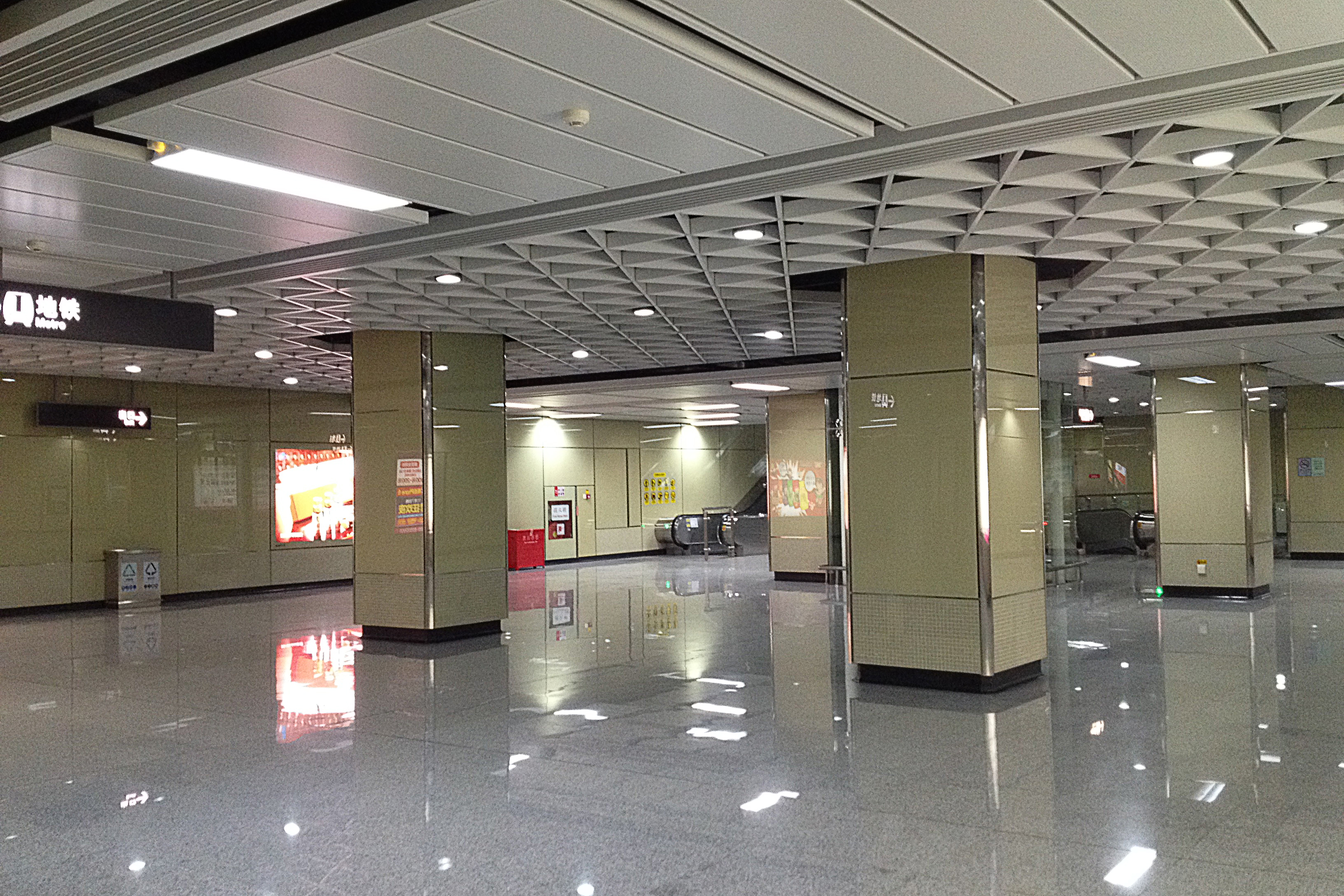
13号线施工前的地下二层的缓冲平台

在1997年的《廣州市城市快速軌道交通線網規劃研究（最終報告）》中，當時的3號綫（即現時5號綫），在路線通過茅崗立交後大致沿黃埔東路延伸，中途设茅岗站，位置与现时基本一致。
后来在2003年局部修改方案中，已确定命名的5號綫與當時的14號線（即現時13号线的前身）交換茅崗立交以東路段，並在茅崗立交南邊交匯，5號綫改為在茅崗立交南邊轉向東北接入大沙地路，表明本站已确定為换乘车站。
随后鱼珠站于2006年随5号线工程正式开工建设；2009年6月28日，本站正式三权移交；2009年12月28日，本站随5号线而正式启用。
在本站5号线车站建设过程中，地下一層預留有13號線站厅的連續牆結構；地下二层处预留13号线月台结构。但在13号线建设前，地下二层被作为连接站厅以及5号线月台的缓冲平台，南端和北端均被车站玻璃版封闭，轨行区部分则用地砖进行封闭。直到13号线车站部分开始建设后，緩衝平台中部亦进行施工圍蔽以配合13号线建设。
地下二层最初预留的侧式站台长度是以4节L型车的規模进行预建设，但由于13号线最終确定使用8节A型车编组，在施工时必须延长13号线的侧式站台，以及擴大13號線站厅的南半部。因此13號線建設時對預留站台進行延長，同時亦對預留的站厅連續牆結構進行破除改造。
2017年12月28日，本站13号线部分的站厅、月台以及新建的A和B出入口随13号线首期通车而启用，本站成为5号线和13号线的换乘车站。
在13号线车站部分启用初期，因13號線月台被墊高，月台連接換乘平台的部分區域在開通時設置了一級的台階，並以欄杆圍起，防止乘客不慎踏空。後來相關台階亦被改造為斜坡，欄杆亦被拆除。
2020年5月22日，受当天凌晨广州的特大暴雨影响，13号线全线停運。本站13號線月台亦隨之停止服务，至5月29日隨魚珠至沙村段恢復運營而重開。

## 未来发展

### 13號線二期
已經動工的13號線二期工程，將會把13號線從本站往西延長進入廣州市區，途經中山大道、黃埔大道、東風路、增槎路等沿線人口密集，商業發達的地區，最終抵達廣州西部的朝阳站，成為廣州市區一條重要的東西向主幹線。同時該工程亦會在本站附近增建13號線魚珠停車場，鄰近現有的5號線魚珠車輛段。屆時二期完工開通後，本站将會从13号线的西端终点站变成中途站。

### 28号线
未来，28号线（佛穗莞城际）将设有本站，为28号线的一个中途站。